# Luis López Álvarez
Luis López Álvarez (La Barosa, 7 de mayo de 1930) es un poeta español.

## Biografía
Nacido en la localidad de La Barosa, perteneciente a la comarca leonesa del Bierzo, es autor de versos en forma de aleluyas desde la edad de siete años. Comenzó a escribir versos con intención poemática desde los trece, dándose a conocer públicamente tres años después al ser admitido excepcionalmente en el "Círculo Literario Marqués de Santillana", reservado a los jóvenes universitarios con vocación literaria.
Con los jóvenes escritores del Círculo Marqués de Santillana participó en las llamadas "embajadas de arte" en las ciudades castellanas de Villalón de Campos, Medina de Rioseco, Medina del Campo, Palencia y Tordesillas.
Al refundarse el Ateneo de Valladolid, desaparecido durante la Guerra Civil, Luis López Álvarez, con solo dieciocho años de edad, es elegido por sus pares, escritores y artistas de toda índole, secretario del mismo. Funciones que asume hasta su partida a París, dos años después, y de donde no regresará a tierra española sino doce años después.
En su adolescencia, Luis López Álvarez tuvo de profesor de Bachillerato a Narciso Alonso Cortés, que prologó Arribar sosegado (1952), el primer libro de Luis López Álvarez. Particularmente original en el marco de los poetas de la generación del 50, con su tercer poemario, Las Querencias (1969), hizo entrega de un total de treinta y siete sonetos de impecable factura clásica que completaría años más tarde en la suma de 113 sonetos que conforman Querencias y quereres (2001). Entre tanto, con el romance Los comuneros logró un gran aliento épico. Junto a la vertiente de renovación de la tradición así emprendida, fue cultivando otra de innovación temática y formal plasmada en su trilogía de poemarios Cárcava (1974), Tránsito (1979) y Pálpito (1990).
Diplomado en Periodismo (1952). Obtuvo un bachillerato en Ciencias Políticas (1957) de Sciences Po. Además posee una maestría en Sociología del Arte (1970) y es doctor summa cum laude en Estudios Latinoamericanos por la Universidad de París III-Sorbona. Durante trece años trabajó al servicio de la Radiodifusión-Televisión Francesa. En París, primero y luego en Brazzaville (República del Congo). Su compromiso cultural con el Congo le llevó a fundar y dirigir el Instituto de Estudios Congoleños, compromiso que se tornó en actuación política al lado de Patrice Lumumba, futuro primer ministro y que renovaría muchos años más tarde como asesor del primer Presidente de la República Democrática del Congo Laurent Kabila.
Desde 1968 trabajó para la Unesco como funcionario internacional de las Naciones Unidas, desempeñando diversos puestos tanto en París como en La Habana y Caracas: jefe del Servicio de Radio-Televisión en Lengua Española, asesor regional de Cultura para América Latina y el Caribe, director regional de Cultura para la misma región, ombudsman en la sede central de París y coordinador –a partir de Caracas– de las actividades de la misma Organización en el ámbito de América Latina y el Caribe.
Tras su regreso a España, en 1985 se asentó en Segovia y coordinó los Programas Internacionales de la Universidad Complutense de Madrid. En 1993, se regresó a América Latina. Primero como profesor titular de la Universidad Simón Bolívar, en Caracas y desde 1998 como catedrático de literatura en los departamentos de Estudios Hispánicos de los recintos de Mayagüez y San Juan de la Universidad de Puerto Rico en donde permaneció hasta el 2013.

## Reconocimientos literarios
- Miembro de la Sociedad General de Autores y Editores de España.
- Miembro de la Sociedad Colegial de Escritores de España.
- Finalista del Premio Nadal por su novela La puerta sin bisagras. (1954)
- Miembro del Instituto Internacional de Literatura Iberoamericana (University of Pittsburgh). (1980)
- Medalla de Oro de la Provincia de Valladolid. (1985)
- Miembro Especial de la Asociación Latinoamericana y del Caribe de Agentes para la Gestión Cultural. (1990)
- Director del Capítulo de Madrid de la Academia Iberoamericana de Poesía. (1991-1993)
- Premio Prometeo de Poesía. (1992)
- Académico correspondiente de la Academia Norteamericana de la Lengua Española desde 1996.[2]
- Miembro de honor del Círculo de Escritores de Venezuela desde 2006.
- Castellano Ejemplar. (2006)
- Mención de honor del Pen Club de Puerto Rico por su novela Cóncavo Congo. (2008)
- Miembro Emérito del Círculo de Escritores de Venezuela desde 2009.
- Homenajeado por el Instituto de Estudios Bercianos en sus quintas "Jornadas de Autor". (2010)
- Premio Luis A. Ferré, otorgado por el Municipio de San Juan, Puerto Rico en reconocimiento de su obra y acción cultural. (2011)
- Nombrado alcalde honorario de la ciudad de Baton Rouge, en Luisiana, Estados Unidos. (2012)
- Premio Castilla y León de las Letras (2015)

## Obra

### Poesía
- Arribar Sosegado, Rumbos, Madrid, 1952. Prólogo de Narciso Alonso Cortés
- Víspera en Europa, Les éditions européennes, ed. Bilingüe-español francés, versión francesa de Marie-Thérèse Scaillierez, París, 1957
- Las Querencias, Índice, Madrid, 1969.
- Rumor de Praga, Inventarios Provisionales, Las Palmas, 1971, lª ed. L’Herne, ed. bilingüe, versión fr. de André Benssoussan, París, 1980, 2.ª ed.
- Los Comuneros, Cuadernos para el Diálogo, Madrid, 1972, lª ed; Ed. Laia, Barcelona,1977, 2.ª ed;1979, 3ªed; 1981, 4.ª ed; Diputación Provincial de Valladolid, 1985, 5ªed. 2003, 6ªed; Edilesa, León, 2007, 7ªed.
- Cárcava, Barral Editores, col. Ocnos, Barcelona, 1974
- Tránsito, Joaquín Mortiz, México 1979
- Cómputo 1952-1982 Plaza y Janés, Barcelona, 1985.
- Elegíaca, Rialp, col.Adonais, Madrid, 1985
- Pálpito, PPU, Col.Thalassos, Barcelona, 1990.
- Adarmes, Endymión, Madrid, 1991
- Querencias y quereres, Esquío, Ferrol, 2001.
- El amor en tiempo de Acuario, Fundación Jorge Guillén, Valladolid, 2002.
- Memorial de Trinidad, 2012

### Narrativa
- La puerta sin bisagras. Finalista en el premio Nadal de Novela. París, 1952 (libro inédito).
- Cóncavo Congo. San Juan de Puerto Rico. Col. La montaña de papel. Isla Negra Editores. 2008, 1ª ed.
- Cóncavo Congo. Santo Domingo. Col. La montaña de papel. Isla Negra Editores, 2009, 2ª ed.
- Congo River.(Libro de próxima aparición).

### Obra audiovisual
Selección de monográficos radiofónicos:
- Gerard de Nerval . Grabación radiofónica. Archivos de la ORTF. Radio París.1962.
- Romain Rollad. Grabación radiofónica cultural. Archivos de las ORTF. París, 1965.
- André Gide. Grabación radiofónica cultural.Archivos de la ORTF. Radio París, 1967.
- De la Bastilla al Moncada. Primer Premio en el Concurso Internacional de Radiodifusión. Radio Habana, febrero de 1968.
- Francisco José de Caldas. Grabación radiofónica cultural, traducida al francés , inglés y ruso. UNESCO, París. 1968.
- Erasmo de Rotterdam. Grabación radiofónica cultural, traducida al inglés, francés y ruso.

Algunas entrevistas realizadas por el autor para la televisión:
- "Entrevista a Pablo Neruda". Archivo de la UNESCO, París, 19de octubre de 1972.
- "Entrevista a Miguel Ángel Asturias". Archivo de la UNESCO. París, 1972.
- "Entrevista a Jaime Torres Bodet". Archivo de la UNESCO, París, 1973.

### Ensayo y traducción
- Salvador de Madariaga, el hombre, el europeo, el español., Consejo Federal Español del Movimiento Europeo, París, 1962.
- Lumumba ou l’Afrique frustrée, Cujas, París 1965, 1.ª ed. Jeune Afrique, París, 1968, 2.ª ed.
- Neruda, muerte y testamento, (bajo el seudónimo de Álvaro Sarmiento) Inventarios Provisionales, Las Palmas, 1974, 1.ª y 2.ª ed.
- Conversaciones con Miguel Ángel Asturias, Magisterio Español, Madrid, 1974, 1.ª ed; Editorial Universitaria Centroamericana, San José de Costa Rica, 1976, 2.ª ed.
- Antología de Aimé Cesaire, Plaza y Janés, Barcelona, 1979.
- Caracas, Destino, col. Las Ciudades, Barcelona, 1989.
- Literatura e identidad en Venezuela, PPU, Barcelona, 1991.
- En Europa con Madariaga , Sociedad de Cultura Valle-Inclán, Ferrol, 2002.

### Selección de antologías y libros de crítica literaria en que figura
- Primera Antología de colegiales del Mayor de Santa Cruz, Edit. Universidad de Valladolid, Valladolid, 1948, págs. 31-33.
- DÍAZ PLAJA, Guillermo: "'Las querencias' de Luis López Álvarez" en Cien libros españoles, Madrid, Edit. Anaya, 1971, págs 145 y 148.
- Ruta Peregrina de los Infantes de Cristo Rey/De Valladolid a Santiago de Compostela en diecinueve jornadas.Valladolid Imprenta Lafalpoo, 1948.
- MADARIAGA, Salvador de: General márchese usted''. Nueva York, Ediciones Ibérica,1959.
- CASTILLO PUCHE, José Luis: En El Congo estrena libertad''-, Madrid,Biblioteca Nueva,1961.
- PERROUX, François: Luis López Álvarez, Lumumba ou l'Afrique frustrée", París.Bibliographie de France,n.º 2, 1965, p.108.
- LAUNAY, Jacques de : Les Grandes Controverses du Temps présent (1945-1965).Lausanne, Éditions Rencontre. 1965,p.484.
- CÉSAIRE, Aimé: Une saison au Congo, París, Le Seuil,1966, 1ªed.
- LAUNAY, Jacquesde: Les Grandes Controverses du Temps présent.Lausanne, Editions Rencontre,1967.
- DÍAZ-PLAJA, Guillermo, Cien libros españoles.Poesía y novela 1968-1970.Salamanca, Anaya,1971,pp 145-48.
- SANTOS CORCHERO, Tomás: Antología:quince poetas vallisoletanos., Valladolid,ed.Ayuntamiento de Valladolid,1972,pp. 445-471.
- Quién es quién en las letras españolas. Madrid, Instituto Nacional del Libro Español,1973,2.ª ed.
- SANTOS CORCHERO, Tomás: Antología: quince poetas vallisoletanos, Valladolid, ed. Ayuntamiento de Valladolid, 1972, págs. 445-471.
- BERGUA, José: Las mil mejores poesías de la Lengua Castellana, Madrid, Ediciones Ibéricas, 1972, pág. 791.
- SALAGER, Annie: La Nouvelle poésie castillane d'Espagne, París, ed. Poésie 1, 1978, págs. 71-73.
- LÓPEZ GORGE, J. y SALGUEIRO, F.: Poesía erótica en la España del siglo XX, Madrid, Ed. Vox, 1978.
- CARRO CELADA, José Antonio: Escritores bercianos, Ponferrada, Instituto de Estudios Bercianos, 1978.
- ZAGÓN, Elisabeth S. de: L'Europe des poètes, anthologie multilingue, Paris, ed. Le Cherche-midi/ Ámsterdam, ed. Fondation Européene de la Culture, 1980.
- MARTÍNEZ GARCÍA, Francisco: Historia de la Literatura Leonesa, págs. 951-961, Edit. Everest, León, 1982.
- SALCEDO, Emilio: Escritores contemporáneos en Castilla y León, Valladolid, Edit. Ámbito, 1982, págs. 96-98.
- MAÑUECO, Juan Pablo: Las Raíces de un Pueblo, págs. 68-69, Madrid, 1983.
- ÁLVAREZ MATEO, Amador: En esta hora de Castilla, Ed. Amador Álvarez, Valencia, 1984.
- GARCÍA DE LA CONCHA, Víctor: Literatura contemporánea en Castilla y León, Valladolid, ed. Junta de Castilla y León, 1986, pág. 26.
- MARCO, Joaquín: Poesía española del siglo XX, Barcelona, ed. Edhasa, pg. 146, 1986.
- ALONSO, Santos: Literatura Leonesa actual, estudio y antología de 17 escritores, Valladolid, ed. Junta de Castilla y León, 1986, págs. 181-188.
- GARCÍA DE LA CONCHA, Víctor y SÁNCHEZ ZAMARREÑO, Antonio: "La Poesía", en Letras Españolas 1976-1986, Editorial Castalia/ Ministerio de Cultura, Madrid, 1987.
- Diccionario de Autores: Quién es quién en las letras españolas, Madrid, Ed. Fundación Germán Sánchez Ruipérez/ Ediciones Parámide, S. A. 1988.
- BARCKHAUSEN, Christiane: "Was beibt, sind die Gefühle: Luis, Spanien, 57 Jahre", en Männer erzählen, págs. 67-118, ed. Verlag der Nation, Berlín, 1989.
- PARAÍSO, Isabel: La Literatura en Valladolid en el siglo XX (1939-1989), Valladolid, ed. Ateneo de Valladolid, 1990.
- ROLDÁN, Mariano: Poesía Universal del Toro (2500 a. C.-1990), Madrid, Edit. EspasaCalpe, 1990, volumen II.
- MÍNGUEZ "OREJANILLA", Luis: Diccionario Lírico de Segovia, Gráficas Ceyde, Segovia, 1991.
- GULLÓN, Ricardo: Diccionario de literatura española e hispanoamericana, volumen II, Madrid, Alianza Editorial, 1993.
- Siete años de tertulia Libro de firma, Segovia, Tertulia de los Martes, 1995.
- BERGUA, José: Las mil mejores poesías de la Lengua Castellana. (Ocho siglos de poesía española e hispanoamericana), col, Tesoro Literario, Madrid, Ediciones Ibéricas, 1995, p. 753, 31ª ed.
- Inventario relacional de la poesía en español 1950-2000, Madrid, Altorrey Editorial, 2000.
- El siglo de oro de la poesía taurina./ Antología de la poesía española del siglo XX. Prólogo, recopilación y notas de Salvador Arias Nieto, Santander, Aula de Cultura La Venecia/ Fundación Gerardo Diego, 2003.
- PARIENTE, Ángel: Diccionario bibliográfico de la poesía española del siglo XX, ed. Renacimiento, Sevilla, 2003.
- PÉREZ HERNÁNDEZ, Nayra: La flecha hacia el espejo: sobre la literatura venezolana contemporánea, solidaridad net, Caracas, 2 de marzo de 2004, págs. 1-5.
- IV Antología de Escritores Bercianos. Poesía (I), Ponferrada, ed. Ayuntamiento de Ponferrada, León, 2005.
- Enciclopedia Universal, (Enciclopedia multimedia), Madrid, ed. MICRONET, 2005.
- Nihil Obstat Imprimatur, Tarragona, Cuadernos de la Perra Gorda, 2005.
- LÓPEZ-BARALT, Mercedes: Llévame alguna vez por entre flores, San Juan, Puerto Rico, Isla Negra, 2006
- El Castellano, Directorio de Autores, nortecastilla.es, 2 de enero de 2010
- SABIDO SÁNCHEZ, Fernando: Poetas siglo XXI, Antología Mundial, Alcalá de Henares. Sabido Sánchez, editor, 2010.